# Saxen
Saxen település Ausztriában, Felső-Ausztria tartományban, a Pergi járásban. Tengerszint feletti magassága 242 méter, területe 19,07 km².

## Elhelyezkedése
Saxen Klam, Bad Kreuzen, Grein, Ardagger és Baumgartenberg településekkel határos.

## Népesség
| 2016 | 1 816 |
| 2018 | 1 820 |